# Тобер
Тобер (англ. Tubber; ирл. An Tobar) — деревня в Ирландии, находится в графстве Клэр (провинция Манстер). Ранее называлась Kilkeedy (ирл. Cill Ceide) и являлась католической общиной.
Община являлась частью баронства Inchiquin, расположенного в 6 милях от Корофина по дороге к Горту в графстве Голуэй. Располагалась в местности Буррен. Община занимала площадь около 18 акров.
Деревня сейчас является южной частью нечетко определённой сельской общины, занимающей пространство между графствами Голуэй и Клэр. По соседству в графстве Голуэй находится одноимённая деревня Тобер.
Деревня довольно мала, в ней есть церковь и начальная школа, основанная в 1852 году при местной часовне.

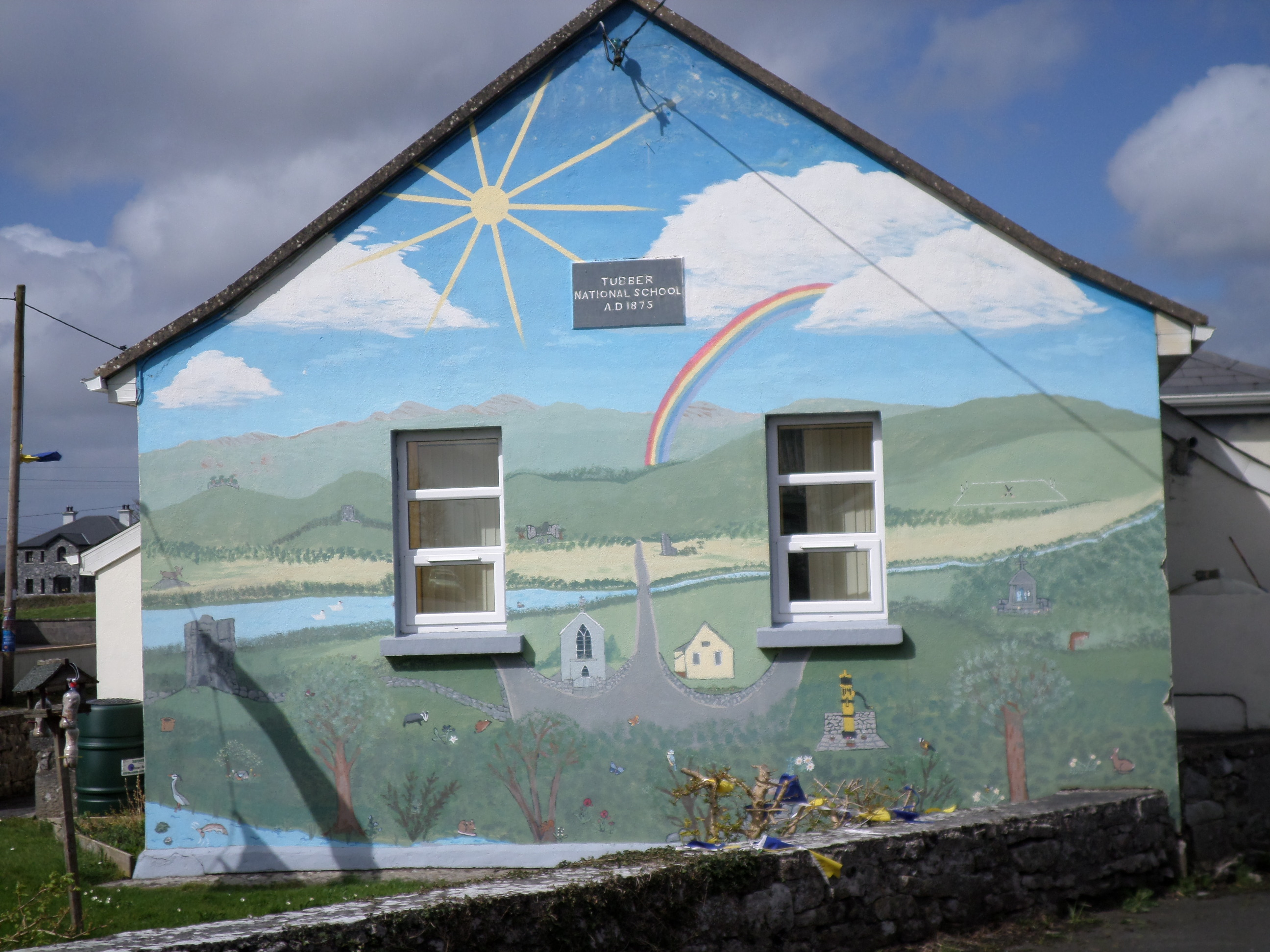
Школа
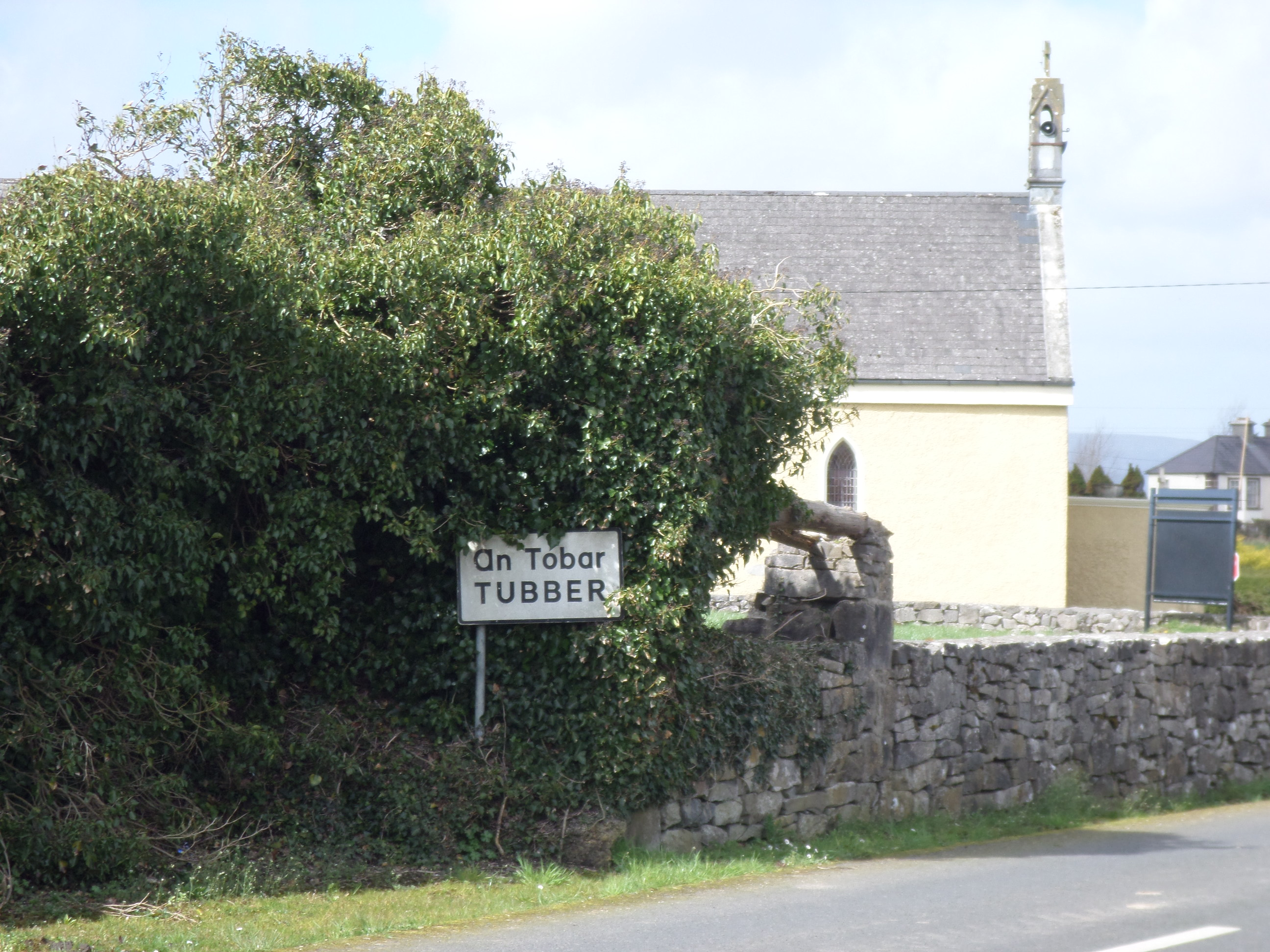
Церковь Св. Михаила